# Reed-reactie
De Reed-reactie of sulfochlorering is een organische reactie waarbij via een radicalair proces een koolwaterstof met zwaveldioxide en dichloor wordt geoxideerd tot een alkylsulfonylchloride:
Als radicaalinitiator wordt licht of andere elektromagnetische straling (waaronder zelfs gammastraling) gebruikt. De reactie is niet erg selectief: meestal ontstaat een mengsel van verschillende sulfonylchloriden, omdat meerdere koolstof-waterstofbindingen in aanmerking komen voor radicalaire substitutie.

## Reactieverloop
Zoals ieder radicalair proces verloopt de Reed-reactie in verschillende fasen.

### Initiatie
Het radicaalproces wordt geïnitieerd door de homolytische dissociatie van dichloor onder invloed van licht:
{\displaystyle \mathrm {Cl_{2}\ +\ h\nu \ \longrightarrow \ 2\ Cl\cdot } }
Hierbij ontstaan 2 reactieve chloorradicalen, die in de volgende stap gebruikt worden.

### Propagatie
De propagatie verloopt in een aantal stappen. Het chloorradicaal reageert met de koolstof-waterstofbinding, met vorming van een zeer reactief alkylradicaal en waterstofchloride:
{\displaystyle \mathrm {R{-}H\ +\ Cl\cdot \ \longrightarrow \ R\cdot \ +\ HCl} }
Het alkylradicaal reageert met zwaveldioxide tot een sulfonylradicaal:
{\displaystyle \mathrm {R\cdot \ +\ SO_{2}\ \longrightarrow \ R{-}SO_{2}\cdot } }
Dit sulfonylradicaal reageert met dichloor, waarbij het sulfonylchloride ontstaat en opnieuw een chloorradicaal wordt gevormd:
{\displaystyle \mathrm {R{-}SO_{2}\cdot \ +\ Cl_{2}\ \longrightarrow \ R{-}SO_{2}Cl\ +\ Cl\cdot } }
Het chloorradicaal kan herbruikt worden in de eerste propagatiestap, waardoor een kettingproces ontstaat.

### Terminatie
De terminatie van het kettingproces vindt plaats door recombinatie van twee radicalen, en dit kan op twee manieren:
{\displaystyle \mathrm {2\ Cl\cdot \ \longrightarrow \ Cl_{2}\ +\ energie} }
{\displaystyle \mathrm {2\ R\cdot \ \longrightarrow \ R_{2}\ +\ energie} }

## Variant
Onder bepaalde thermische omstandigheden (40-80°C) treedt geen sulfochlorering, maar gewoon een radicalaire halogenering op:
{\displaystyle \mathrm {R{-}H\ +\ SO_{2}Cl_{2}\ {\xrightarrow {\ \ \Delta T\ \ }}\ R{-}Cl\ +\ SO_{2}\ +\ HCl} }